# Philippine Basketball Association draft
Il Draft della Philippine Basketball Association (PBA) è un evento annuale organizzato dalla stessa Philippine Basketball Association,  in cui le squadre della PBA possono selezionare giocatori idonei e interessati a entrare nella lega. Il draft, introdotto nella stagione 1985, di solito si svolge tra ottobre e dicembre, durante il periodo di pausa tra una stagione ed un'altra della lega. Nessun giocatore può firmare con la PBA fino a quando non è stato idoneo per almeno un draft.

## Eleggibilità giocatori
Tutti i giocatori devono essere cittadini filippini di nascita. Le persone che hanno scelto la cittadinanza filippina alla maggiore età sono considerate cittadini di nascita.
Per i giocatori locali, i requisiti sono i seguenti:
- Avere 22 anni al giorno del draft (in precedenza 21). Se i giocatori hanno 19 anni o più ma non ancora 22, devono aver completato almeno due anni di eleggibilità universitaria. In passato, i candidati di età inferiore a 21 anni dovevano essere laureati o aver giocato per quattro anni nel basket universitario;
- Avere almeno 22 anni e quattro anni dal diploma di scuola superiore, o aver giocato solo un anno di basket universitario;
- Giocare almeno sette partite in una Conference della PBA Developmental League;
- Raggiungere un'altezza minima di 5 piedi e 6 pollici (1,68 m).

I giocatori stranieri di discendenza filippina hanno requisiti quasi identici a quelli dei giocatori locali, tranne che devono:
- Giocare almeno sette partite in ciascuna delle Conference della PBA Developmental League, a meno che non abbiano 27 anni o più;
- Possedere un passaporto filippino valido. Fino al draft della 46ª stagione, del marzo 2021, dovevano avere i documenti del Dipartimento di Giustizia e dell'Ufficio Immigrazione che attestassero la cittadinanza filippina, clausola successivamente abrogata a novembre di quell'anno;
- Assicurarsi che, se hanno completato la scuola secondaria all'estero ma non si sono iscritti a un college o università filippina o non filippina, siano passati quattro anni dal diploma della loro classe di scuola secondaria;
- Avere firmato un contratto con una squadra di basket professionistica al di fuori della PBA, in qualsiasi parte del mondo, e aver giocato secondo tale contratto. Devono anche essere svincolati dal contratto prima di poter andare nella PBA.

Chiunque abbia giocato nella Nazionale maschile di pallacanestro delle Filippine è esentato dal requisito della D-League ed è automaticamente idoneo per la selezione. Le modifiche ai requisiti di eleggibilità sono in vigore a partire dalla draft del 2015.
Solo per il draft della 46ª stagione tenutasi il 14 marzo 2021, la PBA ha deciso di rinunciare al requisito delle sette partite in D-League dopo la cancellazione della stagione di PBA D-League del 2020.
Gli “Imports” – cittadini non filippini, anche se nati nelle Filippine – non accedono alla PBA tramite il draft. Vengono ingaggiati direttamente dalle squadre e giocano solo in alcune conference. I cittadini naturalizzati possono giocare nell'associazione solo come "Imports".
A partire dal draft della 48ª stagione nel 2023, sono state introdotte le seguenti modifiche:
- I giocatori che scelgono di non partecipare al draft dopo il terzo dei cinque anni di idoneità possono ancora entrare nella draft nel quarto o quinto anno, ma non fanno parte del draft regolare. Invece, vengono inseriti in una lotteria speciale che include tutte le squadre[3].
- Gli stranieri di discendenza filippina devono possedere un passaporto filippino valido per poter partecipare al draft[4].

## Ordine
L'ordine di selezione è determinato dalle classifiche finali delle squadre in ciascuna Coference della stagione precedente, con un peso maggiore per la classifica della PBA Philippine Cup. La squadra con il peggior record sceglie per prima, mentre la squadra con la percentuale di vittorie più alta sceglie per ultima nei primi due round.
L'ordine di selezione può anche cambiare se una squadra scambia le proprie scelte inserendole in degli scambi con altre squadre. Il draft termina quando tutte le squadre hanno deciso di passare la propria chiamata.

### Lotteria della draft
Prima del 2015, una lotteria determinava quale squadra avrebbe ottenuto la prima scelta assoluta, ma su scala molto ridotta: partecipavano solo le due squadre con le peggiori performance nella stagione precedente. La squadra con il peggior record aveva una probabilità del 67% di ottenere la prima scelta, mentre la seconda peggiore aveva solo il 33%. La lotteria si teneva di solito prima delle finali dell'ultima conference della stagione. È stata abbandonata dopo le controversie sorte durante la lotteria per la prima scelta della draft del 2014.

### Numero di round
Dal 1985 al 2004 e dal 2011 in poi, la PBA ha avuto un numero illimitato di round fino a quando tutte le squadre hanno passato, con tutti i giocatori non selezionati che diventano automaticamente free agent per la stagione successiva.
Dal 2005 al 2010, l'associazione aveva limitato la draft a due round. Questa restrizione era dovuta a un accordo tra la PBA e la Philippine Basketball League (PBL), una lega semi-professionistica che operava in quegli anni,  che includeva anche un premio economico per la squadra PBL da cui veniva selezionato il giocatore. Questo accordo è stato eliminato nel 2011 con la chiusura della PBL e i giocatori amatoriali hanno iniziato a giocare nella PBA D-League
.

## Draft di espansione
Ci sono stati tre draft di espansione nella storia della lega. Il primo si è tenuto nel 1990, quando le due nuove squadre, i TNT Tropang Giga e i Pop Cola Panthers, selezionarono fino a sei giocatori ciascuna dal pool di espansione, composto da tre giocatori per ognuna delle sei franchigie esistenti. Il secondo draft si svolse nel 2000, quando i nuovi arrivati Batang Red Bull Energizers selezionarono i propri giocatori da un pool composto da giocatori delle altre franchigie.
L'ultimo draft di espansione, fino ad ora, si è svolto per due nuove franchigie dei Blackwater Elite e Kia Sorento, il 18 luglio 2014, affinché entrambe le squadre potessero formare i loro roster per la stagione 2014-15. Le 10 franchigie PBA esistenti protessero fino a 12 giocatori ciascuna nel proprio roster. Il due volte MVP Danny Ildefonso dei Meralco Bolts fu scelto come prima scelta del draft di espansione dai Blackwater, seguito da Reil Cervantes dei Barako Bull, selezionato dal Kia.

## Lista delle prime scelte
| ^                      | Giocatore scelto nel Mythical Team       |
| *                      | Giocatore entrato nella PBA Hall of Fame |
| Nome Gio. (in corsivo) | Vincitore del premio Rookie of the Year  |

Le bandiere indicano il paese in cui il giocatore ha gareggiato come studente-atleta universitario; tutti i giocatori sono considerati filippini fino a prova contraria, come nel caso di Sonny Alvarado, che lasciò il paese mentre la sua cittadinanza era messa in discussione.
| Draft         | Giocatore                | Scelto da             | College                  | Sede Draft                                                         | Statistiche da rookie | Statistiche da rookie | Statistiche da rookie | Note          |
| Draft         | Giocatore                | Scelto da             | College                  | Sede Draft                                                         | PPG                   | RPG                   | APG                   | Note          |
| ------------- | ------------------------ | --------------------- | ------------------------ | ------------------------------------------------------------------ | --------------------- | --------------------- | --------------------- | ------------- |
| 1985          | Sonny Cabatu             | Shell Turbo Chargers  | PSBA Jaguars             |                                                                    | 5.2                   | 4.83                  | 0.53                  | [ 13 ]        |
| 1986          | Rey Cuenco               | Alaska Aces           | Arellano Chiefs          |                                                                    | 5.4                   | 3.59                  | 0.62                  | [ 14 ]        |
| 1987          | Allan Caidic             | G.T. Coffee Makers    | UE Red Warriors          |                                                                    | 16.6                  | 3.27                  | 1.9                   | [ 15 ]        |
| 1988          | Jack Tanuan              | Magnolia Hotshots     | FEU Tamaraws             |                                                                    | 2.6                   | 2.24                  | 0.52                  | [ 16 ]        |
| 1989          | Benjie Paras             | Shell Turbo Chargers  | UP Fighting Maroons      |                                                                    | 25.8                  | 12.98                 | 2.05                  | [ 18 ]        |
| 1990          | Peter Jao                | G.T. Coffee Makers    | USJ-R Josenians          | The Ultra, Pasig                                                   | 7.8                   | 2.13                  | 1.25                  |               |
| 1991          | Alejandro Araneta        | Alaska Aces           | Ateneo Blue Eagles       | The Ultra, Pasig                                                   | 5.2                   | 3.89                  | 0.49                  | [ 19 ]        |
| 1992          | Vergel Meneses           | G.T. Coffee Makers    | JRU Heavy Bombers        | The Ultra, Pasig                                                   | 17.69                 | 2.15                  | 1.59                  | [ 20 ]        |
| 1993          | Jun Limpot               | S. Lucia Realtors     | De La Salle Archers      | The Peninsula, Makati                                              | 20.6                  | 8.09                  | 2.27                  | [ 21 ]        |
| 1994          | Noli Locsin              | Ginebra San Miguel    | De La Salle Archers      | Manila Hyatt Hotel, Manila                                         | 18.5                  | 8.78                  | 2.9                   | [ 22 ]        |
| 1995          | Dennis Espino            | S. Lucia Realtors     | UST Growling Tigers      | New World Makati Hotel, Makati                                     | 14.7                  | 6.34                  | 1.23                  | [ 23 ]        |
| 1996          | Marlou Aquino            | Ginebra San Miguel    | Adamson Soaring Falcons  | New World Makati Hotel, Makati                                     | 17.9                  | 8.39                  | 1.82                  | [ 24 ]        |
| 1997          | Andy Seigle              | TNT Tropang Giga      | N.O. Privateers          | Glorietta Activity Center, Makati                                  | 13.5                  | 9.93                  | 2.29                  | [ 25 ]        |
| 1998          | Danny Ildefonso^         | S. Miguel Beermen     | NU Bulldogs              | Glorietta Activity Center, Makati                                  | 11.6                  | 5.04                  | 1.58                  | [ 26 ]        |
| 1999          | Sonny Alvarado           | Tanduay Rhum Masters  | Texas Longhorns          | Glorietta Activity Center, Makati                                  | 22.9                  | 13.13                 | 3.9                   |               |
| 2000          | Paolo Mendoza            | S. Lucia Realtors     | UP Fighting Maroons      | Glorietta Activity Center, Makati                                  | 8.0                   | 2.45                  | 2.13                  | [ 27 ]        |
| 2001          | Willie Miller            | Barako Boosters       | Letran Knights           | Glorietta Activity Center, Makati                                  | 7.6                   | 2.76                  | 2.29                  | [ 28 ]        |
| 2002          | Yancy De Ocampo          | Barako Boosters       | SFAC Franciscan          | Glorietta Activity Center, Makati                                  | 7.0                   | 5.58                  | 0.36                  | [ 29 ]        |
| 2003          | Mike Cortez              | Alaska Aces           | De La Salle Archers      | Glorietta Activity Center, Makati                                  | 11.4                  | 4.41                  | 4.2                   | [ 30 ]        |
| 2004          | Rich Alvarez             | Shell Turbo Chargers  | Ateneo Blue Eagles       | Glorietta Activity Center, Makati                                  | 8.8                   | 6.39                  | 2.4                   | [ 31 ]        |
| 2005          | Jay Washington           | Barako Boosters       | Eckerd Tritons           | Sta. Lucia East Grand Mall, Cainta                                 | 5.3                   | 3.66                  | 0.94                  | [ 32 ]        |
| 2006          | Kelly Williams           | S. Lucia Realtors     | OU Golden Grizzlies      | Market! Market!, Taguig                                            | 17.3                  | 9.56                  | 1.69                  | [ 33 ]        |
| 2007          | Joe Devance              | Rain or Shine         | UTEP Miners              | Market! Market!, Taguig                                            | 13.6                  | 6.5                   | 1.1                   | [ 34 ]        |
| 2008          | Gabe Norwood             | Rain or Shine         | G. Mason Patriots        | Market! Market!, Taguig                                            | 11.5                  | 7.95                  | 3.27                  | [ 35 ]        |
| 2009          | Japeth Aguilar           | Barako Boosters       | WKU Hilltoppers          | Market! Market!, Taguig                                            | 10.0                  | 9.0                   | 2.0                   | [ 36 ]        |
| 2010          | Nonoy Baclao             | Barako Boosters       | Ateneo Blue Eagles       | Market! Market!, Taguig                                            | 3.4                   | 5.2                   | 1.1                   | [ 37 ]        |
| 2011          | JVee Casio               | Powerade Tigers       | De La Salle Archers      | Robinsons Place Manila, Manila                                     | 11.9                  | 3.1                   | 6.4                   | [ 38 ]        |
| 2012          | June Mar Fajardo         | S. Miguel Beermen     | UC Webmasters            | Robinsons Place Manila, Manila                                     | 12.1                  | 9.3                   | 0.6                   | [ 39 ]        |
| 2013          | Greg Slaughter           | Ginebra San Miguel    | Ateneo Blue Eagles       | Robinsons Place Manila, Manila                                     | 14.6                  | 10.1                  | 1.5                   | [ 40 ]        |
| 2014          | Stanley Pringle          | NorthPort Batang Pier | Penn State Nittany Lions | Robinsons Place Manila, Manila                                     | 14.0                  | 5.9                   | 3.8                   | [ 41 ]        |
| 2015          | Moala Tautuaa            | TNT Tropang Giga      | Chadron State Eagles     | Robinsons Place Manila, Manila                                     | 8.93                  | 4.1                   | 1.24                  | [ 42 ]        |
| 2016          | Nessuna Prima scelta     | Nessuna Prima scelta  | Nessuna Prima scelta     | Robinsons Place Manila, Manila                                     | -                     | -                     | -                     | [ 44 ] [ 45 ] |
| 2017          | Christian Standhardinger | S. Miguel Beermen     | Hawaii R. Warriors       | Robinsons Place Manila, Manila                                     | 16.59                 | 9.26                  | 1.56                  | [ 46 ]        |
| 2018          | CJ Perez                 | Columbian Dyip        | Lyceum Pirates           | Robinsons Place Manila, Manila                                     | 20.8                  | 7.39                  | 3.36                  | [ 47 ]        |
| 2019          | Roosevelt Adams          | Columbian Dyip        | Idaho Vandals            | Robinsons Place Manila, Manila                                     | 10.33                 | 8.11                  | 0.89                  | [ 49 ]        |
| 2021 (Sta.46) | Joshua Munzon            | Terrafirma Dyip       | CSULA G. Eagles          | TV5 Media Center, Mandaluyong (draft tenutosi via videoconferenza) | 19.0                  | 4.33                  | 3.17                  | [ 52 ]        |
| 2022 (Sta.47) | Brandon Ganuelas-Rosser  | Blackwater Bossing    | UCR Highlanders          | Robinsons Place Manila, Manila                                     | 12.7                  | 5.7                   | 1.0                   | [ 53 ]        |
| 2023 (Sta.48) | Stephen Holt             | Terrafirma Dyip       | Saint Mary's Gaels       | Market! Market!, Taguig                                            | 17.0                  | 6.9                   | 5.5                   | [ 54 ]        |
| 2024 (Sta.49) | Justine Baltazar         | Converge FiberXers    | De La Salle Archers      | Glorietta Activity Center, Makati                                  | ??                    | ??                    | ??                    |               |